# Alisas (Ampuero)
Alisas es una localidad española del municipio de Ampuero, perteneciente a la comunidad autónoma de Cantabria. 

## Geografía
La localidad está situada a 162 m s. n. m. y a 2 kilómetros de la capital municipal, Ampuero.

## Demografía
En 2023, la entidad singular de población tenía empadronados trece habitantes.